# Curralinho (kommun i Brasilien)
Curralinho är en kommun i Brasilien.   Den ligger i delstaten Pará, i den nordöstra delen av landet, 1 600 km norr om huvudstaden Brasília. Antalet invånare är 28 582. Curralinho ligger på ön Ilha de Marajó.
I omgivningarna runt Curralinho växer i huvudsak städsegrön lövskog. Runt Curralinho är det mycket glesbefolkat, med 3 invånare per kvadratkilometer.